# Théodore Quinette de Rochemont
Théodore Quinette de Rochemont, né le 7 septembre 1802 à Amiens (Somme) et mort le 15 juin 1881 à Paris, est un homme politique français.

## Biographie
Fils de Nicolas-Marie Quinette, il devient maire de Soissons en 1832, conseiller général et député de l'Aisne de 1835 à 1849, siégeant avec l'opposition de gauche sous la Monarchie de Juillet. Élu député en avril 1848, il devient ministre plénipotentiaire en Belgique le 15 juin 1848, et le reste jusqu'en 1851. Il est conseiller d’État de 1854 à 1873.

## Honneurs
- 1852: Grand Cordon de l'ordre Leopold[1].

## Sources
1. ↑  AR de 8.2.1852.

- « Théodore Quinette de Rochemont », dans Adolphe Robert et Gaston Cougny, Dictionnaire des parlementaires français, Edgar Bourloton, 1889-1891 [détail de l’édition]